# Simplu și ușor
Simplu și ușor este un single lansat de trupa moldovenească Carla's Dreams. Melodia a fost creată de trupă, alături de Marcel Botezan și Sebastian Barac.
Melodia a fost lansată pe 29 decembrie 2020, la o zi după ce a fost cântată în premieră în cadrul The Artist Awards 2020. Piesa a reușit să aibă ocupând Top 10 în multe topuri din țară.

## Videoclip

Membrii trupei și grupul de copii cântând melodia pe o scenă luminoasă

Videoclipul a avut premierea în cadrul The Artist Awards 2020 difuzat pe PRO TV,fiind lansat cu o zi după pe canalul de YouTube al trupei. Clipul regizat de Bogdan Păun a fost filmat într-un studio de televiziune și îi prezintă pe membrii trupei cântând piesa într-o scenă puternic luminată, cu un grup de copii îmbrăcați în hanorace albe, o metaforă a purității trecute și viitoare. Videoclipul avea în septembrie 2021 peste 10.000.000 de vizualizări.

## Clasamente
| Țară (clasament)       | Poziția maximă |
| ---------------------- | -------------- |
| Airplay Top 100        | 3              |
| MediaForest (radio)    | 2              |
| MediaForest (TV)       | 3              |
| Kiss Top 40 (Kiss FM)  | 2              |
| Most Wanted (Radio ZU) | 7              |